# Pas de Morgins
Pas de Morgins is een bergpas, in de Alpen tussen het kanton Wallis in Zwitserland en Frankrijk. Het is gelegen op de top van de Val de Morgins, die bij Troistorrents van de Val d'Illiez afbuigt. De weg over de pas wordt gekenmerkt door een reeks haarspeldbochten. Door die weg verbind de pas Monthey en Abondance met elkaar.

## Tour de France
Pas de Morgins is sinds zijn debuut in de Tour de France van 1977 in totaal acht keer gebruikt voor de Tour de France.
| jaar | Etappe | Start etappe     | Finish etappe                | Leider op de top van de pas |
| ---- | ------ | ---------------- | ---------------------------- | --------------------------- |
| 2022 | 9      | Aigle            | Châtel, Les Portes du Soleil | Bob Jungels                 |
| 1997 | 16     | Morzine          | Fribourg                     | Frank Vandenbroucke         |
| 1988 | 11     | Besançon         | Morzine                      | Ludo Peeters                |
| 1985 | 11     | Pontarlier       | Avoriaz, Morzine             | Luis Herrera                |
| 1984 | 20     | Morzine          | Crans-Montana                | Theo de Rooij               |
| 1978 | 18     | Morzine          | Lausanne                     | Mariano Martínez            |
| 1977 | 15a    | Thonon-les-Bains | Morzine                      | Paul Wellens                |